# 피넛 버터 팔콘
《피넛 버터 팔콘》(영어: The Peanut Butter Falcon)은 2019년 개봉한 미국의 코미디 드라마 영화이다. 타일러 닐슨과 마이클 슈워츠가 감독과 각본을 맡았으며, 그들의 데뷔작이다. 샤이아 러버프, 다코타 존슨, 잭 곳세이건이 출연한다. 레슬러가 되고 싶다는 꿈을 가지고 보호소를 탈출한 다운 증후군 소년과, 그 여정에 우연히 합류한 어부와 보호소 직원의 여행담을 다룬다.
이 영화는 2019년 3월 9일 사우스 바이 사우스웨스트에서 초연되었으며, 2019년 8월 9일 로드사이드 어트랙션스를 통해 미국에서 제한적으로 극장 개봉되었다. 이 영화는 계속해서 2,300만 달러 이상의 수익을 올리며 슬리퍼 히트작이 되어 당해 최고 수익을 올린 독립 영화가 되었으며 비평가들로부터 좋은 평가를 받았다.

## 줄거리
다운증후군을 가진 젊은 남성 잭은 자신이 동경하는 프로레슬러 '솔트 워터 레드넥'에게 훈련받기 위해 요양 시설에서 탈출한다. 한편, 불법으로 게를 잡다 해고된 후 경쟁자들의 어구를 불태우고 도망치던 타일러는 도주 중에 잭을 만나게 된다. 둘은 솔트 워터 레드넥의 레슬링 학교가 있는 노스캐롤라이나를 향해 함께 여정을 떠난다. 잭을 되찾아 시설로 돌려보내려던 사회복지사 엘리너도 이들을 추적하지만, 결국에는 잭과 타일러의 여정에 동참하게 된다.
타일러는 잭에게 총 사용법 등 여러 삶의 기술을 가르치고, 그의 레슬링 코치가 되어 훈련을 돕는다. 셋은 뗏목을 만들어 물길을 따라 이동하다가 경쟁자들에게 쫓기기도 하지만, 잭의 활약으로 위기를 모면한다. 마침내 목적지에 도착하지만, 솔트 워터 레드넥은 이미 은퇴한 상태였다. 타일러는 그를 설득해 다시 한번 잭을 위한 코치 역할을 맡게 하고, 잭은 지역 경기에서 레슬링 경기를 하게 된다.
잭을 위해 경기를 조작하려던 계획과는 달리, 상대 선수는 봐주지 않고 잭을 공격한다. 타일러가 개입하려던 순간, 경쟁자들이 다시 나타나 타일러를 공격한다. 이때 잭은 불가능하다고 여겨졌던 기술을 사용하여 상대를 링 밖으로 던져버린다. 타일러는 부상에서 회복하고, 엘리너는 잭과 타일러와 함께 플로리다로 향하며, 세 사람의 새로운 가족으로서의 삶을 암시하며 영화는 끝이 난다.

## 출연
- 샤이아 러버프 - 타일러 역
- 잭 곳세이건 - 잭 역
- 다코타 존슨 - 엘리너 역
- 브루스 던 - 칼 역
- 존 번설 - 마크 역
- 토머스 헤이든 처치 - 클린트 / 솔트 워터 레드넥 역
- 존 호크스 - 덩컨 역
- 옐라울프 - 랫보이 역
- 제이크 로버츠 - 샘 역
- 믹 폴리 - 제이컵 역
- 앤 오웬스 - 로즈메리 역
- 롭 토머스 - 윙키 역
- 조나단 D. 윌리엄스 - 크레이그 역
- 데자 디 - 재니스 역
- 리 스펜서 - 글렌 역
- 마이클 버솔드 - 빌리 역
- 웨인 드하트 - 블라인드 재스퍼 존 역
- 팀 자하로스 - 잡역부 역
- 수잔 맥페일 - 식당 웨이트리스 역

## 기타
- 수입 :  찬란

## 수상
- 2019년 제56회 금마장 후보 파노라마
- 2019년 제63회 런던 국제 영화제 후보 러브, 스트랜드 갈라
- 2019년 제45회 도빌 아메리칸 영화제 수상 관객상 (타일러 닐슨 외 1명)
- 2020년 제72회 미국 감독 조합상 후보 감독상 - 신인감독부문
- 2020년 제43회 예테보리국제영화제 후보 갈라
- 2021년 제8회 마리끌레르 영화제 후보 마리끌레르 초이스
- 2021년 제9회 무주산골영화제 후보 상영작 - 판